# Gladstone (Dacota do Norte)
Gladstone é uma cidade localizada no estado norte-americano de Dacota do Norte, no Condado de Stark.

## Demografia
Segundo o censo norte-americano de 2000, a sua população era de 248 habitantes.
Em 2006, foi estimada uma população de 230, um decréscimo de 18 (-7.3%).

## Geografia
De acordo com o United States Census Bureau tem uma área de
0,9 km², dos quais 0,9 km² cobertos por terra e 0,0 km² cobertos por água.

## Localidades na vizinhança
O diagrama seguinte representa as localidades num raio de 36 km ao redor de Gladstone.